# Chris Sharma
Vous lisez un « bon article » labellisé en 2011.
Pour les articles homonymes, voir Sharma.
Salewa Rock Award
Chris Sharma (né le 23 avril 1981) est un grimpeur professionnel américain. Rapidement repéré par le milieu de l'escalade pour ses réalisations, il devient un des grimpeurs les plus médiatisés. Il détient à son actif de nombreuses premières ascensions et notamment la première réalisation d'une voie cotée 9a+/5.15a en 2001 et d'une 9b/5.15b en 2008. Il est aussi l'auteur de plusieurs ascensions renommées en bloc comme Dreamtime (8B+), à Cresciano en Suisse et Witness the Fitness (8C/V15) à Horseshoe Canyon Ranch en Arkansas.
Pendant plus d'une dizaine d'années, Sharma a été considéré comme le meilleur grimpeur du monde par de nombreux médias,,,. Il a aussi contribué de manière significative au développement du bloc et du psicobloc en faisant la promotion de sites comme Bishop ou l'arche d'Es Pontàs.

## Biographie

### De 1993 à 2000

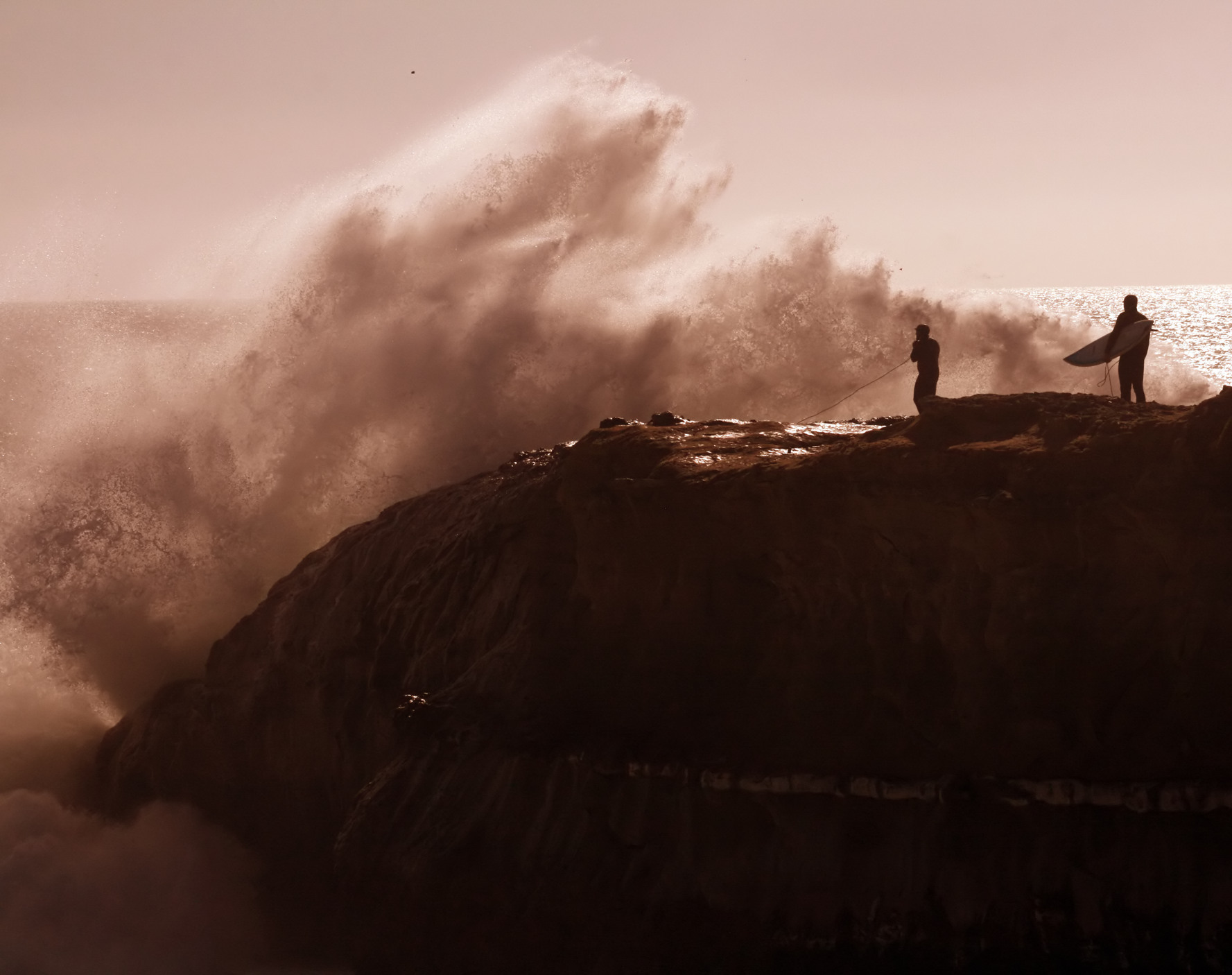
Santa Cruz, CA, ville réputée pour ses spots de surf, a vu grandir Sharma.

Chris Omprakash Sharma naît le 23 avril 1981 à Santa Cruz en Californie. Il débute l'escalade à l'âge de 12 ans et démontre rapidement un talent naturel exceptionnel. Dès l'âge de 14 ans, il réalise sa première « première ascension », Übermensch (8b/5.13d), une voie qu'il a équipée avec Sterling Keene aux Pinnacles National Monument en Californie, il remporte les U.S. Bouldering Nationals et il devient champion du monde d'escalade, dans la catégorie minime, à Laval en France. La même année, il réalise l'ascension de 7 voies cotées de 8b à 8c durant un voyage de trois semaines dans les gorges de la rivière Virgin, ce qui constitue un record à l'époque. En 1997, il réalise la première ascension de Necessary Evil, sa première voie cotée 8c+/5.14c qui est, à ce moment, la voie d'escalade la plus dure des États-Unis. À l'âge de 16 ans, il a déjà grimpé la plupart des voies les plus difficiles d'Amérique et s'est classé second des championnats du monde d'escalade 1997 à Paris. Il a aussi fini deuxième de la coupe du monde d'escalade de difficulté à Imst et premier à Kranj.
À la fin des années 1990, l'escalade est très en vogue aux États-Unis et à la suite de ses nombreuses réalisations, Chris Sharma devient le grimpeur médiatique par excellence. Il fait son apparition dans le quatrième volet de Masters of Stone, et fait la couverture de plusieurs magazines d'escalade. Dès 1998, il est régulièrement suivi dans ses ascensions par Brett et Josh Lowell, les réalisateurs et fondateurs de la société Big UP Productions. Il est alors présent dans de nombreuses productions de Big UP comme la série des films Dosage, Free Hueco ou encore Pilgrimage. Durant cette même année, il crée la fondation Sharmafund, une organisation caritative qui essaie de faire découvrir l'escalade à des enfants défavorisés. À la fin 1998, Sharma se blesse au genou droit alors qu'il fait du bloc au Camp 4 du parc national de Yosemite. Il retourne alors à Santa Cruz afin de réhabiliter son genou. Après six mois d'entraînement, sa blessure s'est complètement remise, il décide donc de partir pour Bishop en Californie afin de faire de l'escalade en bloc. Sur place, il réussit la première ascension de The Mandala (8A+/V12),, un bloc longtemps considéré comme impossible à escalader à cause du peu de prises disponibles. En septembre 2000, il participe à la coupe du monde d'escalade à Rovereto en Italie et se classe troisième.

### De 2001 à 2010
Le 18 juillet 2001, Sharma conclut son projet à long terme, Realization, qui est généralement considérée comme la première réalisation mondiale en « 9a+ », le plus haut niveau atteint à cette date,. Cette voie est également connue sous le nom de Biographie, nom donné par Jean-Christophe Lafaille, qui a équipé la ligne en 1989. Ne parvenant pas à enchaîner l'intégralité de la voie, Arnaud Petit y avait posé un relais intermédiaire, d'où une certaine confusion sur le nom de la voie. En France c'est l'ouvreur qui baptise la voie (celui qui équipe), alors qu'aux États-Unis c'est le premier à l'enchaîner. « Biographie » et « Realization » sont donc une seule et même voie, la première partie n'ayant pas de nom. Il existe également une polémique quant à savoir s'il s'agit réellement du premier 9a+ réalisé car Orujo affichait déjà cette cotation à l'époque de la première ascension de « Biographie/Realization », cependant sa réalisation est plutôt controversée car cotée par son premier réalisateur, Bernabé Fernandez qui a fixé des prises supplémentaires à la paroi pour réussir son ascension. De plus en 2008, Adam Ondra réalise la première répétition de Open Air, une voie ouverte en 1996 par Alexander Huber qui l'estime à l'époque à 9a, mais qu'Ondra réévalue à 9a+.
Entre 2001 et 2003, Sharma participe à quelques étapes de la coupe du monde d'escalade de difficulté. Il finit notamment troisième à Gap en France en 2001, deuxième à Rovereto en 2002 et à Lecco en Italie en 2003. Il finit même premier à Munich en 2001, mais il est déclassé après avoir été testé positif au THC,.
De 2002 à 2005, Chris se consacre plus spécifiquement à l'escalade de bloc. En août 2002, il réalise la quatrième ascension de Dreamtime (8B+) à Cresciano en Suisse. En 2003, il fait un voyage au secteur de Magic Wood en Suisse et réussit la première ascension de The Never Ending Story, connu aussi sous le nom de Unendlische Geschichte en liant les deux parties que constitue cette voie, la première étant cotée 8A + et la deuxième 8A, Sharma propose une cotation de 8B+ pour l'ensemble. Un an plus tard, il retourne une nouvelle fois à Magic Wood et cette fois, il réalise la première ascension de Practice of the Wild (8C), son projet le plus difficile en bloc. Depuis lors, Tyler Landman, Daniel Woods et Adam Ondra ont répété son ascension et les trois ont confirmé sa cotation. En 2005, Sharma réalise la première ascension de Witness the Fitness, mais il ne donne pas de cotation pour cette traversée sur 12 mètres dans un toit horizontal. Quelques mois plus tard, il réussit l'ascension d’ Esperanza (8B+) à Hueco Tanks aux États-Unis, une traversée de 11 mouvements dans un toit horizontal, ouverte par Fred Nicole en 2001. Sharma confirme la cotation, mais pense que cette voie est moins difficile que Witness the Fitness, ce que Fred Nicole confirme un peu plus d'un an après en répétant la voie de Sharma.
En septembre 2006, Sharma achève son projet le plus difficile depuis Realization/Biographie, une voie de 20 mètres en deep-water solo (solo au-dessus de l'eau) sur un îlot rocheux en forme d'arche, nommé Es Pontàs, au large de Majorque (Espagne). Le crux de la voie consiste en un difficile mouvement dynamique, un jeté à plus de 10 mètres au-dessus du niveau de l'eau, qui, apparemment, a demandé à Sharma plus de cinquante essais avant de le réussir. La voie porte provisoirement le nom de l'îlot et n'a pas encore été cotée. Puis en fin d'année, il ajoute une autre ascension notable à son palmarès en faisant la troisième répétition de La Rambla (Original) (9a+),, une voie très réputée qui avait été équipée par Alex Hubert en 1994 et réalisée pour la 1re fois en 2003 par Ramón Julián Puigblanque. À la fin de 2007, il s'établit en Espagne dans la région de Santa Linya avec sa compagne Daila Ojeda Sanchez, une grimpeuse professionnelle espagnole.
Durant l'été 2008, il retourne essayer un projet de longue date : Jumbo Love à Clark Mountain, aux États-Unis. Ce projet futuriste avait été ouvert par Randy Leavitt dix ans auparavant. Pensant qu'il était réalisable, il avait posé initialement quelques points et convoqué Chris pour qu'il vienne l'essayer. Sharma a alors terminé l'équipement, et décidé de laisser ce challenge en une seule longueur gigantesque, alors que Leavitt avait prévu 3 longueurs. Après d'innombrables séances de travail, et de retour d'Espagne plus affuté que jamais, Chris réussit la voie le 11 septembre 2008. Il décide cette fois de coter la voie, lui attribuant « 9b/5.15b » pour ce dévers de plus de 75 mètres, qui pourrait bien être l'un des plus extrêmes de la planète. Depuis, il a réussi d'autres nouvelles voies cotées 9b/5.15b : Golpe de estado à Siurana, répété par Adam Ondra qui a confirmé la cotation, et Neanderthal à Santa Linya.

En juin 2009, Sharma participe au « Petzl Roc Trip » qui se déroule pendant les « Natural Games 2009 » à Millau en France. Le but de la compétition étant de réussir l'ascension de la voie Inifinity Lane (8b+) en un minimum d'essais, à raison d'un essai par jour. La voie, qui a été imaginée uniquement pour l'événement, est constituée de 3 longueurs et doit être réalisée en une seule longueur de 90 m. Chris, qui a déjà réussi les 2 premières longueurs en 2002, réalise l'ascension de la voie complète au premier essai,. Le 4 septembre 2009, lors des Rock Legends Awards à Arco en Italie, il reçoit le prix Salewa Rock Awards pour ses performances durant l'année 2008.

### À partir de 2011
En avril 2011, après 3 ans et plus d'une trentaine d'essais sur le dernier mouvement, Sharma vient à bout de son projet à Margalef : First Round First Minute. Il ne donne pas de cotation et préfère attendre que d'autres grimpeurs donnent leur avis. Cette réalisation est néanmoins entachée d'une polémique autour de la première ascension de la voie car Chris Sharma aurait demandé à Nalle Hukkataival d'arrêter ses essais tant qu'il n'avait pas fait la première ascension, alors que Dave Graham et Dani Andrada étaient autorisés à l'essayer,,. Sharma essaye par la suite de mettre fin à ce malentendu en clarifiant son point de vue par le biais des médias internet en précisant qu'il n'a pas interdit l'accès à la voie, mais qu'il préférait que Nalle lui demande si cela ne le dérangeait pas qu'il tente l'ascension,. Le 5 mai, Sharma établit un nouveau record en enchainant dans la journée la première ascension de Fight or Flight (9b/5.15b) et Chaxi (9a+/5.15a) à Oliana en Espagne. C'est la première fois que 2 voies d'une telle difficulté sont réalisées le même jour.
En 2015, il libère la voie El Bon combat (Cova de Ocell, Espagne) qu'il propose à 9b/9b+.
En 2023, à 41 ans, il libère Sleeping Lion (El Pati, Espagne) qu'il propose à 9b+. La voie est ensuite décotée à 9b par Alex Megos.

## Style de grimpe
Chris Sharma est renommé pour son caractère hautement spirituel et sa « philosophie » de l'escalade. Il utilise souvent des techniques de visualisation et de méditation avant de tenter des essais dans des voies ou des blocs particulièrement difficiles. Il passe régulièrement des semaines, voire des mois, à faire des essais avant la réalisation de l'ascension comme pour Biographie, Es Pontàs ou Jumbo Love, cherchant toujours à améliorer ses capacités et son niveau. Il dit d'ailleurs lui-même : « Je cherche constamment un moyen pour progresser et amener l'escalade à un nouveau niveau mental et physique — en utilisant tout ce que j'ai appris jusqu'à maintenant pour faire progresser l'escalade en quelque chose de plus aventureux, traditionnel et moderne en même temps » et ajoute que « Il y a beaucoup de gens qui se focalisent peut-être trop sur le fait d'arriver au sommet. Ils veulent juste atteindre le sommet pour le succès, ce qui n'est pas bien, parce qu'une bonne partie de ce succès provient du travail réalisé pour y arriver [...] ».
Sharma préfère une escalade « acrobatique » avec des prises éloignées mais bien nettes plutôt que des petites prises ou des fissures délicates. Il utilise son élan et sa poigne pour réussir des mouvements ambitieux, tels que des jetés ou des mouvements en no-foot, allant jusqu'à sauter des prises difficiles dans l'enchaînement. Il est également connu pour ses qualités de bloqueur, et s'est dernièrement investi dans le deep-water solo, qui combine les éléments des deux disciplines : la hauteur, plus grande, des voies, mais sans la contrainte d'une corde ou d'un baudrier, et l'eau pour unique protection. Comme il le décrit lui-même : « [...] tous les éléments sont présents. La pierre, l'air lorsque tu chutes, l'eau et le feu à l'intérieur ».

## Ascensions remarquables

### Falaises
| Nom           | Site             | Date         | Commentaires                |
| ------------- | ---------------- | ------------ | --------------------------- |
| Sleeping Lion | El Pati, Espagne | 30 mars 2023 | Première ascension à 41 ans |
| La Dura Dura  | Oliana, Espagne  | 23 mars 2013 | Deuxième ascension          |

| Nom                      | Site                       | Date              | Commentaires                                        |
| ------------------------ | -------------------------- | ----------------- | --------------------------------------------------- |
| Stocking the fire        | Santa Linya, Espagne       | 6 février 2013    | Première ascension                                  |
| Fight or Flight          | Oliana, Espagne            | 4 mai 2011        | Première ascension                                  |
| First Round First Minute | Margalef, Espagne          | 19 avril 2011     | Première ascension,                                 |
| Neanderthal              | Santa Linya, Espagne       | 18 décembre 2009  | Première ascension                                  |
| Golpe de Estado          | Siurana, Espagne           | 16 décembre 2008  | Première ascension                                  |
| Jumbo Love               | Clark Mountain, États-Unis | 11 septembre 2008 | Première ascension après une centaine d'essais      |
| El Bon Combat            | Cova de Ocell, Espagne     | 8 mars 2015       | Première ascension. Cotée 9b/9b+ puis réajusté à 9b |

| Nom                      | Site                   | Date              | Commentaires |
| ------------------------ | ---------------------- | ----------------- | --- |
| Chaxi                    | Oliana, Espagne        | 4 mai 2011        | Première ascension |
| Catxasa                  | Santa Linya, Espagne   | 13 janvier 2011   | Première ascension |
| Power inverter           | Oliana, Espagne        | 15 décembre 2010  | Première ascension |
| First Ley                | Margalef, Espagne      | 28 février 2010   | Première ascension |
| Pachamama                | Oliana, Espagne        | 29 mai 2009       | Première ascension, |
| Demencia senil           | Margalef, Espagne      | 20 février 2009   | Première ascension |
| Papichulo                | Oliana, Espagne        | 31 mai 2008       | Première ascension |
| La Rambla (Original)     | Siurana, Espagne       | 1er décembre 2006 | , |
| Es Pontàs                | Cala Santanyi, Espagne | 28 septembre 2006 | Première ascension. Un « projet en arche » de psicobloc à Majorque. Sharma a tout de suite été attiré par ce jeté, bien que sa réussite lui ait demandé une cinquantaine de tentatives. Cette voie pourrait être 5.15b/9b considérant le temps nécessaire à Sharma pour répéter La Rambla, considérée comme 9a+/5.15a. Dans une interview pour le site 8a.nu lui demandant si ce projet majorquin pouvait être 9b, Sharma affirme que « c'est comparable (physiquement) à un 9a mais vous avez peut-être raison avec votre suggestion… le stress avant le jeté… on verra bien. » |
| Biographie (Realization) | Céüse, France          | 18 juillet 2001   | Première ascension |

- Necessary Evil (8c/5.14c), première ascension en 1997 à l'âge de 14 ans[8]

### Blocs
| Nom                  | Site                        | Date          | Commentaires |
| -------------------- | --------------------------- | ------------- | --- |
| Witness the Fitness  | Monts Ozark, AR, États-Unis | 13 mars 2005  | Première ascension, il s'agit d'un bloc en toit, comme Esperanza (8B+/V14, Hueco Tanks, Texas, ouverture par Fred Nicole en 2001). Chris Sharma a répété Esperanza et considère Witness the Fitness comme un bloc plus difficile. |
| Practice of the Wild | Magic Woods, Suisse         | 1er août 2004 | Première ascension |

| Nom                                            | Site                                | Date      | Commentaires |
| ---------------------------------------------- | ----------------------------------- | --------- | --- |
| Esperanza                                      | Hueco Tanks, TX États-Unis          | 2005      | , |
| Never Ending Story alias Unendliche Geschichte | Magic Wood, Suisse sur le bloc Bach | août 2003 | Première ascension, ce bloc a été répété par Julius Westphal (2003) et Kilian Fischhuber (12 août 2006).                                                                                                   |
| Dreamtime                                      | Cresciano, Suisse                   | août 2002 | 4e ascension,, d'après Dave Graham, seuls quatre grimpeurs ont réalisé des ascensions naturelles avant que certaines prises n'aient été retaillées : Bernd Zangerl, Fred Nicole, Chris Sharma et lui-même. |

- The Mandala (8A+/V12), ouverture en 1999 à Bishop, CA.

## Palmarès
| Année | Lieu          | Compétitions                     | Médaille                    |
| ----- | ------------- | -------------------------------- | --------------------------- |
| 1995  | Laval, France | Championnats du monde d'escalade | Médaille d'or en difficulté |

| Année | Lieu             | Compétitions                     | Médaille                         |
| ----- | ---------------- | -------------------------------- | -------------------------------- |
| 1997  | Paris, France    | Championnats du monde d'escalade | Médaille d'argent en difficulté  |
| 1997  | Kranj, Slovénie  | Coupe du monde d'escalade        | Médaille d'or en difficulté      |
| 1997  | Imst, Autriche   | Coupe du monde d'escalade        | Médaille d'argent en difficulté  |
| 2000  | Rovereto, Italie | Coupe du monde d'escalade        | Médaille de bronze en blocs      |
| 2001  | Gap, France      | Coupe du monde d'escalade        | Médaille de bronze en difficulté |
| 2002  | Rovereto, Italie | Coupe du monde d'escalade        | Médaille d'argent en difficulté  |
| 2003  | Lecco, Italie    | Coupe du monde d'escalade        | Médaille d'argent en difficulté  |

## Parraineurs
Chris Sharma est parrainé par Sterling Rope pour les cordes, par Prana pour les habits, par Petzl pour les dégaines et mousquetons et par Tenaya pour les chaussures. Il est aussi sponsorisé par la marque de sandales Sanuk et il a un partenariat avec Entre-prises, une société de fabrication de prises artificielles d'escalade.

## Vie privée
Depuis 2016, il est marié à Jimena Alarcon et a 2 enfants.

## Filmographie
Chris Sharma apparaît dans de nombreux magazines sportifs et dans 20 films d'escalade, et plus particulièrement dans les vidéos de Big UP Productions. Les films suivants présentent l'histoire et l'évolution de son escalade :
- (en) Masters of Stone IV : Pure Force, de Eric  Perlman, 17 novembre 1997, VHS [présentation en ligne]
- (en) Free Hueco, de Big UP Productions (prod.) et de Josh  Lowell (réal.), 1998, VHS : Sharma dans Slashface
- (en) Rampage, de Big UP Productions (prod.) et de Josh  Lowell (réal.), 1999, VHS [présentation en ligne]
- (en) Inertia de Paul  Dusatko, 3 novembre 1999, VHS
- (en) Dosage Vol. I, de Big UP Productions (prod.) et de Josh  Lowell (réal.), 11 février 2002, DVD [présentation en ligne] : Sharma dans The Mandala et Realization
- (en) The Road, de MC Productions (prod.) et de Mike  Call (réal.), 2003 [présentation en ligne]
- (en) Pilgrimage, de Big UP Productions (prod.) et de Josh  Lowell (réal.), 2003, DVD [présentation en ligne] : Blocs à Hampi, en Inde
- (en) Dosage Vol. II, de Big UP Productions (prod.) et de Josh  Lowell (réal.), 2004, DVD [présentation en ligne] : Sharma en psicobloc à Majorque
- (en) Best of the West, de MC Productions (prod.) et de Mike  Call (réal.), 2005, DVD [présentation en ligne] : Blocs à Hueco Tanks, Sharma dans Esperanza
- (en) Dosage Vol. III, de Big UP Productions (prod.) et de Josh  Lowell (réal.), 2005, DVD [présentation en ligne] : Blocs dans les Monts Ozark, en Arkansas, Sharma dans Witness the Fitness
- (en) Big Game, de MC Productions (prod.) et de Mike  Call (réal.), 2005, DVD [présentation en ligne] : Blocs à Castle Hill, Nouvelle-Zélande
- (en) Depth Charge, 2006, DVD [présentation en ligne] : psicobloc en Croatie
- (en) Dosage Vol. IV, de Big UP Productions (prod.) et de Josh  Lowell (réal.), 25 septembre 2006, DVD [présentation en ligne] : Sharma dans Dreamcatcher, blocs en Suisse et à Hueco
- (en) King Lines, de Big UP Productions (prod.) et de Josh  Lowell (réal.), 10 octobre 2007, DVD [présentation en ligne] : Sharma dans Es Pontàs, Three Degrees of Separation et au championnat de bloc de Barcelone
- (en) Dosage Vol. V, de Big UP Productions (prod.) et de Josh  Lowell (réal.), 15 septembre 2008, DVD [présentation en ligne] : Sharma dans Neandertal et Golpe de Estado, deux anciens projets coté 9b, situé en Espagne
- (en) Progression, de Big UP Productions (prod.) et de Josh  Lowell (réal.), 2009, DVD [présentation en ligne] : Sharma dans Jumbo love à Clark Montain, CA
- (en) The Fanatic Search : La quête fanatique..., de Work Less Climb More (prod.) et de Laurent  Triay (réal.), 2009, DVD [présentation en ligne] : Sharma dans ses premiers essais sur Golpe de Estado
- (en) The Players, de BS Productions (prod.) et de Brian  Solano (réal.), 2010, DVD [présentation en ligne]
- (en) The Scene, de Chuck Fryberger Films (prod.) et de Chuck  Fryberger (réal.), 2010, DVD [présentation en ligne]
- (en) First Ascent : The Series, de Sender Films (prod.) et de Peter  Mortimer (réal.), 2010, DVD [présentation en ligne], ép. 3 : Sharma dans Jumbo Love